# Списак генерала и адмирала Војске Југославије и СЦГ: Р и С
Списак особа које су у имале генералске и адмиралске чинове у Војсци Југославије (ВЈ) и Војсци Србије и Црне Горе (ВСЦГ) чије презиме почиње на слова Р и С, за остале генерале и адмирале погледајте Списак генерала и адмирала Војске Југославије и СЦГ.
напомена: Генералски, односно адмиралски чинови у ВЈ су били — генерал-армије (адмирал флоте), генерал-пуковник (адмирал), генерал-потпуковник (вице-адмирал) и генерал-мајор (контра-адмирал).

### Р
- Момчило Радевић (1948), генерал-мајор. Активна служба у ВСЦГ престала му је 2005. године.
- Петар Радевић (1918—2003), генерал-мајор авијације у резерви. Активан и демобилисан у ВЈ 1999.
- Радован Радиновић (1939), генерал-потпуковник. Активна служба у ВЈ престала му је 1993. године.
- Милосав Радмановић (1938), генерал-мајор. Активна служба у ВЈ престала му је 1993. године.
- Добросав Радовановић (1951), генерал-мајор. Активна служба у ВСЦГ престала му је 2005. године.
- Александар Радовић (1933), генерал-потпуковник. Активна служба у ВЈ престала му је 1993. године.
- Војислав Радовић (1932), генерал-мајор авијације. Активна служба у ВЈ престала му је 1992. године.
- Милан Радовић (1944), вице-адмирал. Активна служба у ВЈ престала му је 1999. године.
- Михајло Радојковић (1938), генерал-мајор. Активна служба у ВЈ престала му је 1994. године.
- Миљко Радошевић (1937—2015), генерал-потпуковник. Активна служба у ВЈ престала му је 1996. године.
- Слободан Рајчевић (1951), контра-адмирал. Активна служба у ВСЦГ престала му је 2005. године.
- Душан Ракић (1943—2020), вице-адмирал. Активна служба у ВЈ престала му је 1994. године.
- Мирко Раковић (1933), генерал-мајор. Активна служба у ВЈ престала му је 1992. године.
- Милован Ристић (1935—2011), генерал-мајор. Активна служба у ВЈ престала му је 1992. године.
- Ратомир Ристић (1944—2013), генерал-потпуковник. Активна служба у ВЈ престала му је 2001. године.
- Светислав Ристић (1944), генерал-мајор. Активна служба у ВЈ престала му је 1999. године.

### С
- Драган Самарџић (1963), вице-адмирал. После нестанка ВЈ, јуна 2006. војну каријеру наставио у Војсци Црне Горе. Демобилисан је 2017. године.
- Душан Самарџић (1939—2016), генерал-пуковник. Активна служба у ВЈ престала му је 1999. године.
- Радомир Секулић (1938), генерал-потпуковник. Активна служба у ВЈ престала му је 1996. године.
- Андрија Силић (1937—2024), генерал-потпуковник. Активна служба у ВЈ престала му је 1992. године.
- Ђорђе Симић (1942), генерал-потпуковник. Активна служба у ВЈ престала му је 2000. године.
- Милен Симић (1949), генерал-потпуковник. Активна служба у ВЈ престала му је 2000. године.
- Милосав Симић (1937), контра-адмирал. Активна служба у ВЈ престала му је 1993. године.
- Миодраг Симић (1942), генерал-пуковник. Активна служба у ВЈ престала му је 2001. године.
- Драгољуб Симоновић (1933), генерал-пуковник. Активна служба у ВЈ престала му је 1993. године.
- Спасоје Смиљанић (1947), генерал-пуковник авијације. Активна служба у ВЈ престала му је 2001. године.
- Живомир Смиљковић (1943), генерал-потпуковник. Активна служба у ВЈ престала му је 2000. године.
- Душан Стајић (1948), контра-адмирал. Активна служба у ВЈ престала му је 2003. године.
- Лазар Стаменковић (1938), генерал-мајор. Активна служба у ВЈ престала му је 1994. године.
- Душан Станижан (1946—2023), генерал-мајор. Активна служба у ВЈ престала му је 2002. године.
- Милан Станимировић (1953), генерал-мајор. Активна служба у ВСЦГ престала му је 2006. године.
- Бранко Станковић (1933), генерал-потпуковник. Активна служба у ВЈ престала му је 1992. године.
- Владимир Старчевић (1949—2023), генерал-мајор. Активна служба у ВСЦГ престала му је 2005. године.
- Мирко Старчевић (1944), генерал-мајор. Активна служба у ВЈ престала му је 2001. године.
- Божидар Стевановић (1933—2015), генерал-пуковник авијације. Активна служба у ВЈ престала му је 1993. године.
- Јагош Стевановић (1945), генерал-потпуковник. Активна служба у ВЈ престала му је 2002. године.
- Хранислав Стевановић (1942—2025), генерал-мајор. Активна служба у ВЈ престала му је 2001. године.
- Радојко Стефановић (1954), генерал-потпуковник. Активна служба у ВСЦГ престала му је 2005. године.
- Милинко Стишовић (1947—2008), генерал-мајор. Активна служба у ВЈ престала му је 2000. године.
- Владимир Стојановић (1934—2003), генерал-пуковник. Активна служба у ВЈ престала му је 1993. године.
- Момир Стојановић (1958), генерал-мајор. Активна служба у ВСЦГ престала му је 2005. године.
- Славе Стојановски (1943), генерал-мајор. Активна служба у ВЈ престала му је 1994. године.
- Владимир Стојиљковић (1958), генерал-мајор. После нестанка ВЈ, јуна 2006. војну каријеру наставио у Војсци Србије. Демобилисан је 2007. године.
- Драган Стојиљковић (1949—2006), генерал-потпуковник. Активна служба у ВСЦГ престала му је 2005. године.
- Љубиша Стојимировић (1951—2014), генерал-потпуковник. Активна служба у ВСЦГ престала му је 2005. године.
- Зоран Стојковић (1934), генерал-потпуковник. Активна служба у ВЈ престала му је 1993. године.
- Миле Стојковић (1949), генерал-мајор. Активна служба у ВСЦГ престала му је 2005. године.
- Марко Сунарић (1946), вице-адмирал. Активна служба у ВЈ престала му је 2000. године.